# Municipio Bella Vista
Koordinaten: 15° 35′ N, 92° 13′ W
Bella Vista ist ein Municipio im Süden des mexikanischen Bundesstaats Chiapas. Das Municipio liegt in der Sierra Madre de Chiapas. Es hat etwa 19.000 Einwohner und ist 214,5 km² groß. Verwaltungssitz und größter Ort des Municipios ist Bella Vista.
Der Name dieses Ortes bedeutet auf Spanisch „Schöne Sicht“.

## Geographie
Das Municipio Bella Vista liegt im Süden des mexikanischen Bundesstaats Chiapas auf Höhen zwischen 600 m und 2900 m. Es zählt zur Gänze zur physiographischen Provinz der Cordillera Centroamericana und liegt gänzlich in der hydrologischen Region Grijalva-Usumacinta. Die Geologie des Municipios wird zu 87 % von Kalkstein bestimmt bei 7 % schluffigem Sandstein; vorherrschende Bodentypen sind Luvisol (67 %), Andosol (16 %) und Phaeozem (11 %). Etwa 50 % der Gemeindefläche werden ackerbaulich genutzt, 28 % sind bewaldet, 21 % dienen als Weideland.
Das Municipio Bella Vista grenzt an die Municipios La Grandeza, Chicomuselo, Frontera Comalapa, Amatenango de la Frontera, Bejucal de Ocampo und Siltepec.

## Bevölkerung
Beim Zensus 2010 wurden im Municipio 19.281 Menschen in 3.755 Wohneinheiten gezählt. Davon wurden 152 Personen als Sprecher einer indigenen Sprache registriert, davon 89 Sprecher des Mam. Etwa 12 Prozent der Bevölkerung waren Analphabeten. 5520 Einwohner wurden als Erwerbspersonen registriert, wovon ca. 93 % Männer bzw. 1 % arbeitslos waren. Gut 44 % der Bevölkerung lebten in extremer Armut.

## Orte
Das Municipio Bella Vista umfasst 80 bewohnte localidades, von denen nur der Hauptort vom INEGI als urban klassifiziert ist. Sechs der Orte wiesen beim Zensus 2010 eine Einwohnerzahl von über 1000 auf, 35 Orte hatten weniger als 100 Einwohner. Die größten Orte sind:
| Ort                     | Einwohner |
| Bella Vista             | 1672      |
| Las Chicharras          | 1324      |
| Emiliano Zapata         | 1232      |
| San José las Chicharras | 1080      |
| La Rinconada            | 1078      |
| Nuevo Pacayal           | 1019      |
| El Progreso             | 0965      |